# Deir el-Zor
Deir el-Zor (in arabo دير الزور‎?, talvolta chiamata Deir ez-Zor, Dayr az-Zawr, Deir al-Zur) è una città della Siria, capoluogo del governatorato omonimo.

## Storia
Nel 1860 il governo turco decise l'insediamento di una postazione militare nel territorio allora praticamente disabitato, in modo da controllare le vie commerciali che qui si incrociavano e che collegavano la Siria occidentale con Baghdad e con la Turchia orientale.
Divenne in breve tempo un punto di incontro tra beduini e mercanti, diventando nel XX secolo una vera città, grazie allo sviluppo agricolo del governatorato e alla scoperta del petrolio nel bacino del Khabur.
Nel 1915 la città divenne una destinazione finale durante la deportazione a carattere genocida degli Armeni dall'Impero ottomano. Nello specifico, fu sede di famigerati campi di detenzione dove gran parte dei sopravvissuti alla deportazione trovò la morte. Un monumento è stato costruito per ricordare tale tragedia. Dopo la conquista della città da parte dell'ISIS il memoriale è stato fatto saltare in aria, il 21 settembre 2014.
Alla fine della prima guerra mondiale, nel 1921, Deir el-Zor fu occupata dai francesi, che vi posero una poderosa guarnigione.
Durante la seconda guerra mondiale si svolse la battaglia di Deir el-Zor, durante la campagna di Siria.
Durante la guerra civile siriana, alla fine del 2013, Deir el-Zor è stata assediata dai jihadisti islamici, e a conquistare il restante della provincia omonima. Successivamente, l'intrusione dell'ISIS ha portato però ad un conflitto tra le file islamiste, nel quale lo Stato Islamico uscì vincitore; a luglio 2014 il risultato di tale battaglia fu il totale assedio delle forze lealiste, che si trovarono completamente isolate e circondate assieme al resto della popolazione in area governativa (si stima un numero attorno alle 100.000 unità). I rifornimenti di cibo, acqua e beni di prima necessità venivano effettuati grazie a ponti aerei coordinati dal governo di Damasco.
Il 17 gennaio 2016 i militanti dell'ISIS compiono una strage uccidendo almeno 300 civili, in maggioranza donne, bambini e anziani. 150 di essi sono decapitati. Altri 400 rapiti.
Il 5 settembre 2017, dopo 3 anni, 1 mese e 22 giorni, l'esercito regolare siriano riesce a far breccia nella parte ovest della città, rompendo il lungo assedio e ricongiungendosi con la 137ª Brigata.
Il 3 novembre la città viene definitivamente riconquistata dall'esercito siriano, sancendo di fatto la fine della lunghissima battaglia contro l'ISIS.